# Naissance en 1329
Naissance
- 1325
- 1326
- 1327
- 1328
- 1329
- 1330
- 1331
- 1332
- 1333

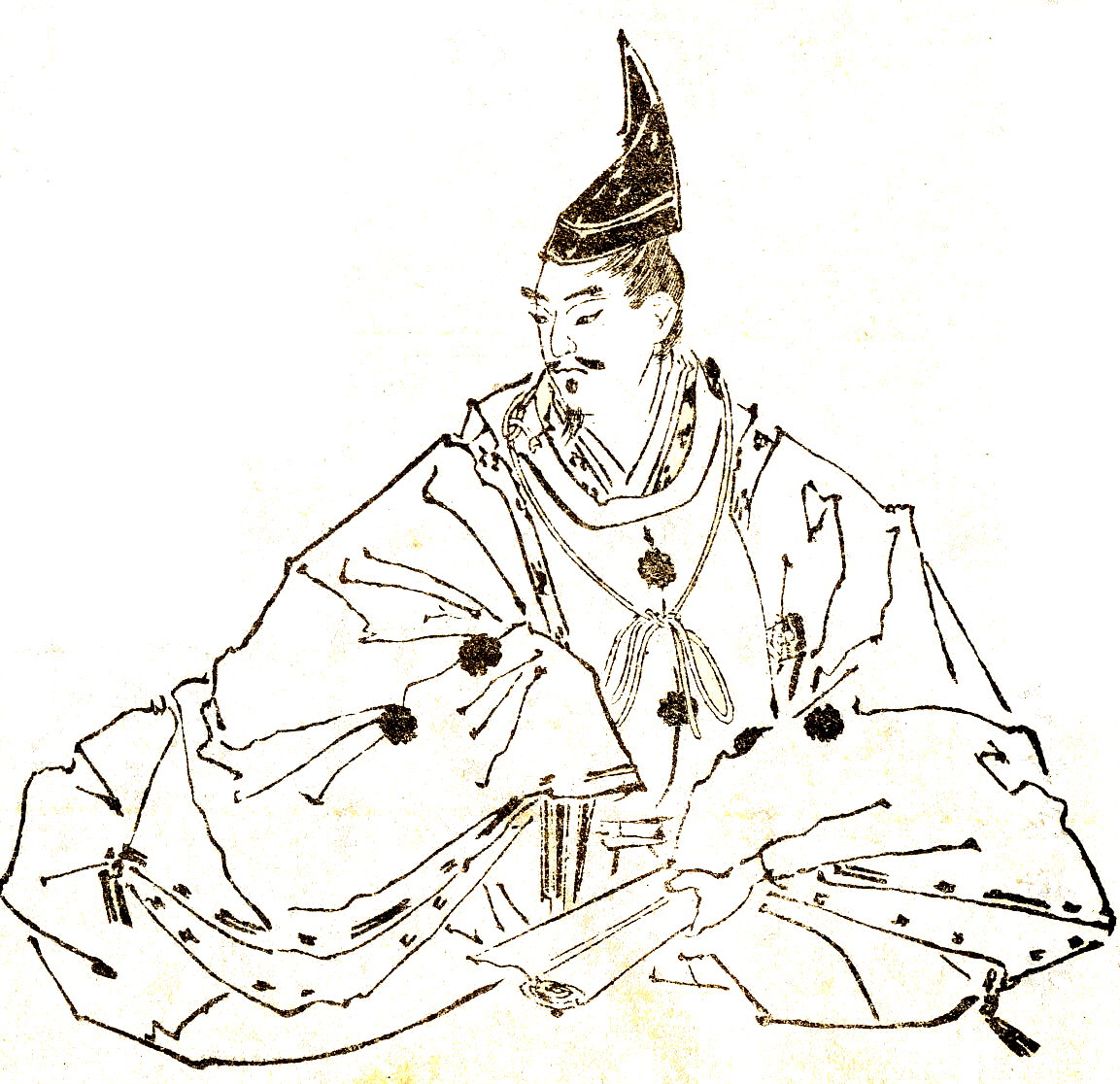
Hosokawa Yoriyuki, né en 1329.

Cette page dresse une liste de personnalités nées au cours de l'année 1329  :
- 26 septembre : Anne du Palatinat, reine de Germanie, de Bohême et comtesse de Luxembourg.
- 29 novembre : Jean Ier de Bavière, dit l'Enfant, duc de Basse-Bavière de la Maison de Wittelsbach.

- Abu Inan Faris, sultan mérinide.
- Élisabeth de Bavière,  noble allemande.
- Aliénor de Comminges, vicomtesse de Turenne.
- Benoît XIII, antipape.
- Philippe II de Tarente, prince de Tarente et empereur titulaire de Constantinople.
- Hosokawa Yoriyuki, samouraï du clan Hosokawa et ministre du shogunat Ashikaga, servant en tant que Kyōto Kanrei (député du shogun à Kyōto).
- Firuzabadi, lexicographe arabe, auteur d’un dictionnaire d’arabe († 2 janvier 1415).

## Crédit d'auteurs
- Cet article est partiellement ou en totalité issu de l'article intitulé « 1329 » (voir la liste des auteurs).